# ザ・プラチナチケット 〜君のために歌いたい〜
『ザ・プラチナチケット 〜君のために歌いたい〜』（ - きみのためにうたいたい、The Platinum Ticket）は、2009年11月30日に日本テレビ・NNS系列で放送されたパナソニック一社提供による音楽特別番組。

## 概要
2003年から6年間にわたりクリスマスシーズンに放送されていた『HAPPY Xmas SHOW』に代わる新企画として、2009年は放送時期を11月に移し、タイトル・趣向もそれぞれ変更した。
この番組は、国内外の人気アーティストたちが、“感謝を伝えたい”たった一人だけのために、一夜限りのプラチナライブを開催するという設定で、アーティストがどんな相手を前に、どんなライブを作っていくのか…の過程を追う、「音楽ドキュメンタリー」である。
番組スポンサー冠は「Panasonic VIERA Special」であり、前年まで『HAPPY Xmas SHOW』番組内で放送された長編特別CM「ココロつなぐ物語」もこの番組内で放送された。
ハイビジョン制作で、地上アナログ放送ではレターボックス形式で放送された。
『HAPPY Xmas SHOW』から7年にわたって続いた日本テレビ「Panasonic VIERA Special」ではあったが、2009年の本番組の平均視聴率は6.1%（関東地区、ビデオリサーチ調べ）と、前年の『HAPPY Xmas SHOW』（2008年12月23日）の7.1%（関東地区、ビデオリサーチ調べ）を下回る結果になった。そして2009年限りで日本テレビは「Panasonic VIERA Special」を終了した。

## 放送日時
- 2009年11月30日（月曜日）20:54 - 22:48（NNN・NNS29局ネット）

テレビ宮崎は21:00～22:54『月曜ワイド劇場』放送のため、12月1日0:29 - 2:23（30日24:29 - 26:23）に時差放送された。

## 出演者

### MC
- 細川茂樹
- 平子理沙

### アーティスト
- 一青窈
- CHEMISTRY
- JUJU
- スキマスイッチ
- 大黒摩季
- サラ・ブライトマン

### ナレーション
- バッキー木場
- 平野綾

## スタッフ
- 製作著作：日本テレビ